# Fatwa de l'ayatollah Khamenei interdisant les armes nucléaires
La fatwa interdisant les armes nucléaires est une fatwa publiée par le guide de la révolution de l'Iran, l'ayatollah Ali Khamenei, en 2005 et interdisant la production, le stockage et l'usage d'armes nucléaires, et précise que l'Iran n'acquerrait jamais de telles armes. 
La fatwa remonte au milieu des années 1990, mais sa première annonce publique aurait eu lieu en octobre 2003, avant une déclaration officielle lors d'une réunion de l'Agence internationale de l'énergie atomique (AIEA) à Vienne deux ans plus tard, en août 2005.  
À plusieurs reprises, la position de l'ayatollah Khamenei sur les armes nucléaires est réitérée sur le site officiel de Khamenei, ou dans la presse.  

## Réactions
La fatwa a été largement discutée par plusieurs  responsables internationaux.
En 2013, dans une déclaration officielle à propos d'une conversation avec Hassan Rouhani, le président des États-Unis Barack Obama mentionne la fatwa : « Le chef suprême de l'Iran a émis une fatwa contre le développement d'armes nucléaires. »,. De même lors d'un déclaration à la presse le 24 novembre 2013, le Secrétaire d’État John Kerry fait mention de cette fatwa, dans le cadre des négociations alors en cours sur le nucléaire iranien.
De même, le 12 novembre 2014, le président Rohani précise que « la République islamique d’Iran est soumise à toutes les réglementations internationales [en matière de nucléaire] et s’engage à respecter la fatwa du Guide Khamenei, meilleure garantie qui soit que le programme nucléaire iranien n’empruntera que la voie civile ».

## Analyse juridique du point de vue iranien
La fatwa de l’ayatollah Sayyed Ali Khamenei est considérée en Iran comme une nouvelle base au niveau du droit international et dans les relations juridiques iraniennes, en particulier dans le cadre des négociations nucléaires entre l’Iran et le P5+1.
Dans ce contexte, cette fatwa a été accueillie par de hauts fonctionnaires internationaux, voire elle est devenue une référence car elle a instauré des obligations internationales considérables qui ne peuvent pas être compromises, aussi elle a proposé un nouveau discours dans les relations internationales[réf. nécessaire].
L’une des particularités juridiques de ce décret religieux est, que contrairement au traité de non-prolifération nucléaire, elle ne fait pas de distinction entre les États dotés d’armes nucléaires et ceux qui n’ont pas d’armes nucléaires que ce soit dans les domaines de la production, de l’utilisation ou du stockage des armes nucléaires. Du point de vue iranien, tous les États sont censés être sous la Loi.

## Livre
La maison d’édition américaine Suprem Century California a publié un livre intitulé Ma fatwa du guide suprême de la révolution islamique interdisant les armes nucléaires dans le droit international, a rapporté le site d’informations iranien Farsnews.
Le livre met en exergue les points de vue de la Cour internationale de Justice, les rapports de la Commission de droit international de l’Organisation des Nations Unies et le jeu des règles de la coutume dans le droit international.